# Ichneumon lacunae
Ichneumon lacunae är en stekelart som beskrevs av Heinrich 1969. Ichneumon lacunae ingår i släktet Ichneumon och familjen brokparasitsteklar. Inga underarter finns listade i Catalogue of Life.